# 폴리스 (밴드)
폴리스(The Police)는 1977년 런던에서 결성된 영국의 록 밴드이다. 활동 기간 거의 대부분에 걸쳐 멤버는 스팅(Sting - 리드 보컬, 기타, 주요 작곡가), 앤디 서머스(Andy Summers - 기타)와 스튜어트 코플랜드(Stewart Copeland - 드럼, 타악기)였다. 폴리스는 1970년대 말에서 1980년대 초에 걸쳐 세계적인 인기를 누렸으며 펑크와 래게, 재즈에 영향을 받은 록 음악을 연주했던 뉴웨이브 장르의 그룹들 중 주류에서 성공을 거둔 최초의 밴드로 평가받고 있다. 또한 그들은 미국 음악 대중을 향한 제2의 영국침공 물결의 선두주자 중 하나로 여겨지며 1983년 롤링스톤지에서는 이들을 "세계 최고의 밴드"로 부르기도 했다. 1986년 해산하였다가 2007년 초에 재결합하여 세계 순회공연을 2008년 8월에 마쳤다.
1978년의 데뷔 앨범 <Outlandos d'Amour>는 영국에서 6위에 올랐으며 두 번째 앨범 <Reggatta de Blanc>는 영국에서 1위에 올라 연이은 네 개의 앨범 1위 행진의 시작을 끊었다. 두 번째 앨범에서 싱글로 발매된 "Message in a Bottle" 역시 그들에게 첫 싱글 1위의 영광을 안겨주었다. 이어진 두 개의 앨범인 <Zenyatta Mondatta>(1980)와 <Ghost in the Machine>(1981)은 그 음악적 평가나 상업적 성공에 있어 전에 것을 훌쩍 넘어섰다. 마지막 스튜디오 앨범인 《Synchronicity》(1983)는 영국과 미국에서 각각 1위에 올랐고 미국에서만 8백만장을 팔았다. "Every Breath You Take"은 5번째 영국 싱글 1위를, 그리고 미국에서는 처음으로 1위를 차지했다. 폴리스는 총 7천5백만장 이상의 음반 판매고를 올려 역대 세계에서 가장 많은 판매고를 기록한 뮤지션들 중 하나가 되었으며 2008년의 경우에는 재결합 순회공연을 통해 세계에서 가장 높은 수익을 낸 뮤지션이기도 했다.
폴리스는 다수의 음악 시상식에서 수상하였는데 여섯 개의 그래미상, 두 개의 브릿 어워드(한 번은 최고 영국 그룹으로), MTV 비디오 뮤직 어워드, 그리고 2003년에는 록앤롤 명예의 전당에 입성했다. 다섯 개의 앨범들 중 네 개가 롤링스톤지의 역대 가장 위대한 앨범 500에 들어갔으며 롤링스톤지와 VH1의 역대 가장 위대한 뮤지션 100에도 포함되었다.

## 역사

### 1977년: 결성
1976년 11월 말 영국 북동부 뉴캐슬 지역에서 순회공연을 하던 영국 프로그레시브록 밴드인 커브드 에어(Curved Air)의 미국 출신 드러머인 스튜어트 코플랜드는 스팅이라 불리는 야심찬 보컬이자 베이스 연주자를 만나(그 이전에는 학교 교사였다) 전화번호를 교환했다. 스팅이라는 별명은 검은색과 노란색 줄무늬가 있는 꿀벌의 느낌이 나는 셔츠를 즐겨 입었기 때문이었고 당시에는 재즈록 퓨전 밴드인 라스트 엑시트(Last Exit)라는 밴드에서 연주하고 있었다. 1977년 1월 12일, 런던으로 거처를 옮긴 스팅은 도착하자마자 잼 세션을 하려고 코프랜드를 수소문했다.

"모든 것이 엄청난 에너지로 넘쳐났고 '난 런던에는 처음이고 나를 아는 사람도 전혀 없으니 한번 맘껏 질러보자'라고 생각했다. 우리는 그렇게 15분간 무대에서 연주했고 나는 비명과 괴성을 질렀다."

그 즈음 커브드 에어는 해체되었고 당시의 펑크록 움직임에 관심이 있었던 코플랜드는 새로운 밴드를 조직하여 급성장하는 런던의 펑크계에 어서 발을 들여놓고 싶어했다. 한편 스팅은 그리 관심은 없었지만 상업적 성공의 기회를 보았고 그래서 둘은 코르시카 출신의 기타리스트 헨리 파도바니(Henry Padovani)를 영입하여 삼인조로 더 폴리스를 결성한다. 1977년 3월 1일 웨일즈의 뉴포트에 있는 알렉산더스에서 데뷔 무대를 가진 다음 (10분 정도였다) 런던 바에서 연주하며 체리 바닐라(Cherry Vanilla) 웨인 카운티 & 더 일렉트릭 체어스(Wayne County & the Electric Chairs) 같은 이들의 오프닝 밴드로도 공연을 벌이기 시작했다. 첫 번째 싱글 "Fall Out"은 1977년 2월 12일 150파운드의 예산으로 북런던 이슬링튼의 패스웨이 스튜디오에서 녹음되었고 일리걸 레코드사를 통해 1977년 5월 발매되었다.
한편, 1977년 밴드 공(Gong)의 전 멤버였던 마이크 홀렛(Mike Howlett)은 프로젝트 밴드 스트론튬 90(Strontium 90) 작업에 스팅을 초청했다. 훌렛이 염두에 두었던 드러머인 크리스 커틀러가 가능하지 않게 되자 스팅은 코플랜드를 데리고 갔다. 이 밴드에는 영국 북서부 랭커셔 출신의 기타리스트 앤디 서머스가 있었다. 스팅이나 코플랜드 보다 10년 연상이었던 서머스는 음악계 베테랑으로 에릭 버든(Eric Burdon), 애니멀스(the Animals), 케빈 에어스(Kevin Ayers)등과 같은 이들과 연주했던 경력이 있었다. 스트론튬 90은 1977년 5월 28일 파리에서 있었던 공의 재결합 공연에 함께 출연했고 7월에는 런던 클럽에서 ("엘리베이터(the Elevator)"라는 이름으로) 공연을 했다. 데모도 몇 곡 녹음했었는데 이것들은 20년 후 <Strontium 90: Police Academy>라는 기록 앨범으로 출시되었다 (이외에도 여러 공연 실황녹음들을 비롯하여 "Every Little Thing She Does Is Magic"의 초기 버전도 들어있다).

"나는 스팅과 코플랜드에게서 엄청난 가능성을 보았다. 나는 늘 삼인조 밴드를 하고 싶었다. 우리 셋이서 한다면 매우 강력한 밴드가 될 것이라 느꼈다. 당시 그들은 기타리스트 한 명을 더 영입하려는 생각이었으나 내 생각에는 나 혼자면 충분하다고 생각했다"

폴리스의 발전 가능성을 저해하고 있던 파도바니의 초보적 기타 실력에 좌절하고 있던 스팅은 서머스의 뛰어난 음악성에 깊은 인상을 받았다. 스트로늄 90과 활동한 지 얼마 지나지 않아 스팅은 서머스에게 자신의 밴드에 합류를 제안했다. 그는 파도바니를 빼고 자신이 들어가 3인조로 활동하는 조건으로 제안을 수락했다. 의리 때문에 코플랜드와 스팅은 주저했는데 일단 4인조 형태를 유지하면서 두 번의 공연을 했다. 1977년 7월 25일 런던의 뮤직머신과 8월 5일 몽드 마르상 펑크 페스티벌이었다. 이 두 번의 공연 이후, 그리고 8월 10일 벨벳 언더그라운드의 전 멤버였던 존 케일과 하기로 했던 녹음 세션도 무산되면서 서머스는 최후통첩을 했고 결국 파도바니는 밴드를 떠나게 된다. 서머스 등장의 효과는 즉각적이었다. "스팅의 곡들이 하나씩 나오기 시작하고 있었는데 앤디가 합류하면서 스팅의 곡들이 더욱 흥미롭게 되었고 그 결과 스팅도 밴드에 더욱 흥미를 느끼게 되었다"고 코플랜드는 당시의 상황을 설명했다.
코플랜드, 스팅, 서머스로 강력한 트리오 라인업을 갖춘 폴리스는 1977년 8월 18일 중서부 지역 브리밍햄의 잉글리시 시티에 있는 레베카스 클럽에서 첫 공연을 하게 된다. 당시에 트리오는 흔치 않았는데 폴리스는 그들의 밴드 경력 내내 이 라인업을 유지한다. 세 명으로 구성된 소수의 펑크 밴드들이 있었지만 당시의 밴드들은 프로그래시브록, 심포니록 등을 추구하며 대개는 라인업을 확장시키는 경향이었다. 순수 펑크를 추구하는 이들에게 있어서 이들 세 명의 음악적 배경은 의심스러운 것이었는데 음악 평론가인 크리스토퍼 게이블은 이에 대해 다음과 같이 묘사한다. "사실상 이들은 단지 1970년대 영국 펑크의 요소들을 이용하고 있을 뿐이다. 점프수트나 군용자켓을 입고 금발로 표백한 짧은 머리를 한 스팅, 거의 미친 듯이 맹렬한 코플랜드의 드럼 스타일... 사실 그들은 다른 펑크 밴드들로부터 진짜 펑크가 아니라는 비판을 듣고 있다. 폴리스가 펑크로부터 가져온 것이 있다면 아마도 그것은 1970년대 영국의 불안, 에너지, 환멸과 같은 브랜드들일 것이다."}}
폴리스는 레게, 재즈, 프로그래시브록, 펍록의 요소들도 끌어 왔다. 밴드의 색체는 유지하면서 펑크 팬들도 끌어오기 위해 폴리스 멤버들은 계속해서 아트록계에서도 부업을 뛰었다. 1977년 말에서 1978년 초 스팅과 서머스는 독일 실험 작곡가인 에버하드 쉐너가 이끄는 앙상블에 참여하여 녹음과 공연을 했고 코플랜드도 한 번 참여했다. 록, 일렉트로니카, 재즈가 혼합된 이 공연들은 세 개의 앨범으로 만들어졌다. 쉐너와 함께 여러 번 독일 TV에 나오면서 독일 대중들은 특이한 고음 창법을 구사하는 스팅에 대해 인지하게 되었고 이는 이후 폴리스가 인기를 얻는 길을 닦게 된다.
밴드의 트레이드 마크가 된 표백한 금발은 우연한 기회로 이루어졌다. 1978년 2월 폴리스는 돈이 급했는데 뤼글리의 스피어민트 츄잉검 광고 출연 문의가 들어왔고 (토니 스콧 감독) 조건은 머리를 금발로 물들이는 것이었다. 광고 촬영을 이루어졌으나 실제 방송되지는 않았다.

### 1977-1978년: 음반 계약과 데뷔 앨범 <Outlandos d'Amour>
코플랜드의 형 마일스는 서머스의 합류에 대해 펑크의 의미가 퇴색될 수 있다고 여겨 처음에는 회의적이었으며 첫 앨범 작업을 위한 1,500 파운드를 주저하며 빌려주었다. 매니저도 없고 음반 계약도 안된 상태에서 빠듯한 예산으로 <Outlandos d'Amour> 앨범을 만드는 과정은 쉽지 않았다. 녹음은 서리 지역 레더헤드의 구멍가게 이층에 있는 크리스와 나이젤 그레이 형제가 운영하는 서리 사운드 스튜디오에서 바쁜 시간대를 피하여 진행되었다.
가끔씩 스튜디오를 방문하던 마일스는 어느 날 녹음세션이 끝나갈 즈음 "Roxanne"을 연주하는 것을 처음으로 듣게 되었다. 다른 곡들에는 크게 마음이 가지 않았었는데 그 곡에는 즉각 끌렸고 서둘러 A&M 음반사와 계약을 맺을 수 있게 해주었다. 그렇게 하여 앨범에 들어갈 다른 곡들을 녹음하는 와중에 "Roxanne"은 1978년 봄에 싱글로 발매되었는데 순위에 올라가는 데는 실패했다. 또 BBC의 곡목록에 선정되는데도 실패했는데 매춘부에 관한 내용으로 여겨졌기 때문이었다. 그리하여 A&M은 이 싱글 포스터에 "BBC 금지곡"이라는 표제를 달아 홍보했는데 실상은 금지곡은 아니었고 단지 틀지 말아야할 목록에 들어있었다. 코플랜드는 나중에 "BBC에서 금지되었다는 소문으로 많은 덕을 보았다"고 술회했다.

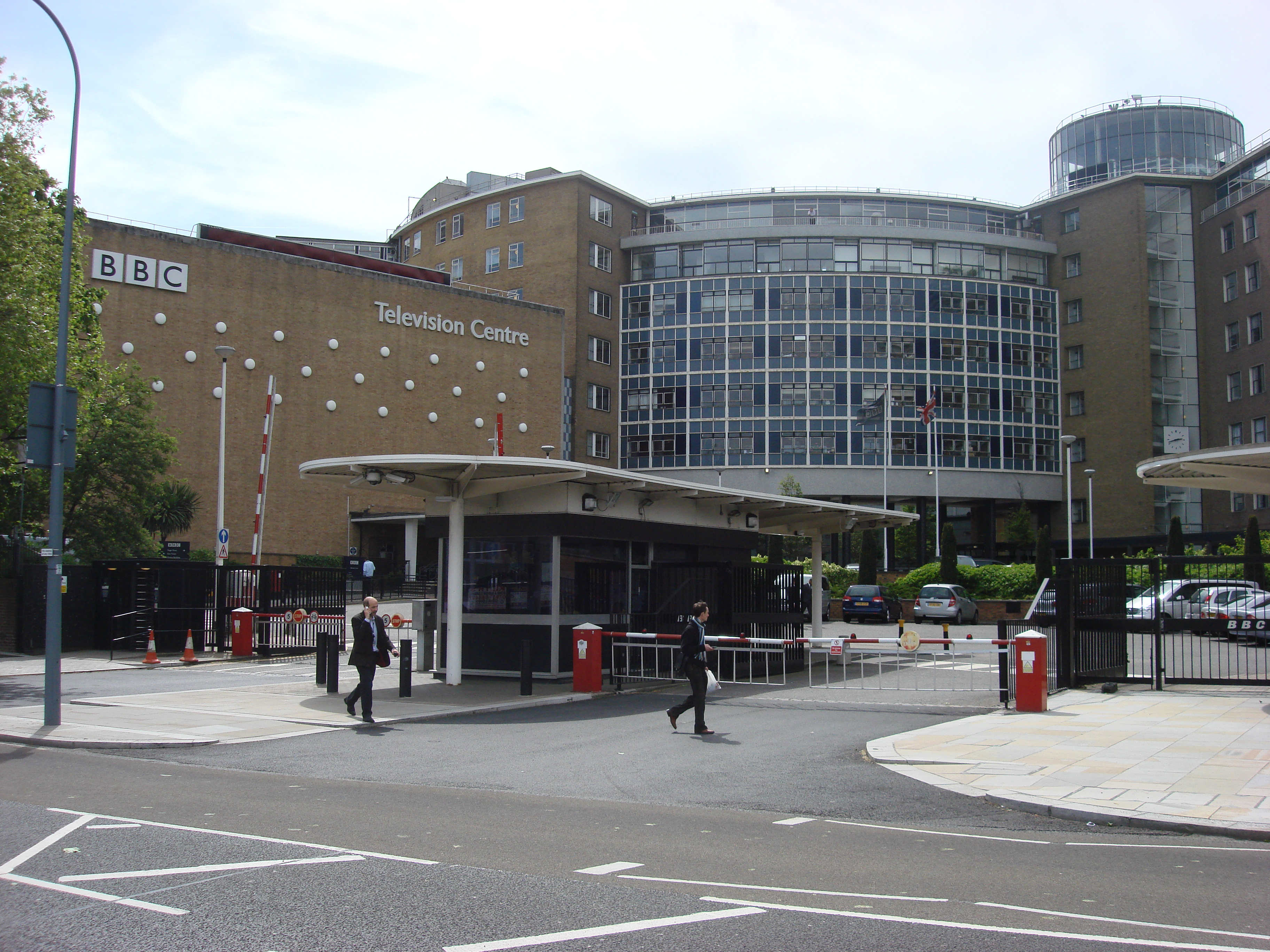
1978년 폴리스의 TV 데뷔였던 "더 올드 그레이 휘슬 테스트" 프로그램과 1979년 "탑 오브 더 팝스" 첫 출연을 했던 BBC 텔레비전 센터

그리고 몇 달 뒤인 1978년 10월 폴리스는 <Outlandos d'Amour> 앨범 홍보를 위해 BBC2의 "더 올드 그레이 휘슬 테스트" 프로그램에 첫 TV 출연을 했다. BBC는 "Roxanne"을 사실상 금지한 적이 없었는데 두 번째 싱글인 "Can't Stand Losing You"는 금지곡으로 선정했다. 이유는 목을 맨 코플랜드가 얼음 덩어리 위에 서있고 그 옆에는 작은 난로가 있는 커버 때문이었다. 이 싱글은 약간의 성공을 거두어 폴리스 최초로 영국 42위에 올랐다. 한편 1978년 11월 후속으로 나온 "So Lonely"는 차트에 진입하지 못했다. 1979년 11월 "Roxanne"이 미국에 싱글로 발매되었고 그 주제에도 불구하고 라디오에서 많이 틀어주었고 캐나다에서 31위, 미국에서 32위까지 올랐고 이에 자극을 받아 영국에서도 4월에 재발매되었다. 폴리스는 BBC1 톱 오브 더 팝스에 출연하여 "Roxanne"을 불렀고 그때서야 영국 내에서 널리 알려지면서 영국 싱글 차트 12위에 오른다.
미국에서의 성공에 힘입어 이들은 유명한 뉴욕 클럽인 CBGB에서 공연을 갖고 1979년 북미 순회공연을 시작했는데 당시 이들은 악기를 싣고 포드 이코노라인 밴을 직접 몰고 다녔다. 그 해 여름 "Can't Stand Losing You"도 영국에서 재발매되어 2위까지 올랐다. 폴리스의 첫 번째 싱글이었던 "Fall Our"도 재발매되었는데 영국에서 47위에 그쳤다.

### 1979년: <Reggatta de Blanc>
1979년 10월 폴리스는 두 번째 앨범 <Reggatta de Blanc>을 발표하여 영국 앨범 차트 1위를 차지했고 다음에 이어질 네 개의 1위 앨범들의 시작이 되었다. 내놓았던 싱글 두 개가 모두 성공하여 "Message in a Bottle"은 영국 1위, 캐나다 2위, 호주 5위에, "Walking on the Moon"은 영국 1위까지 올랐다. 한편 미국에서는 톱40에 싱글이 진입하는데는 실패했지만 앨범은 25위까지 올라갔다.
"Message in a Bottle"의 첫 번째 라이브 공연은 BBC TV쇼인 록 고우스 투 칼리지였고 허트포드샤이어에 있는 하트필드 폴리테크닉 칼리지에서 촬영했다. 연주곡이었던 타이틀 곡 "Regatta de Blanc"는 그래미상에서 최고의 록 연주곡으로 뽑혔다. 1980년 2월, 싱글 "So Lonely"가 영국에서 재발매되었는데 1978년 처음 나왔을 때는 별볼일 없다가 재발매 때는 영국 톱10에 진입, 6위까지 올라갔다.
1980년 3월, 폴리스는 첫 세계 순회공연을 시작했는데 외국 가수들을 잘 초청하지 않는 멕시코, 인도, 대만, 홍콩, 그리스, 이집트 등도 여기에 포함되었다. 투어를 하는 동안 케이트와 데렉 벌빗지의 감독 하에 영상을 촬영하여 <더 폴리스 어라운드 더 월드>(1982) 영화가 출시되었다. 여기에는 원래 BBC의 <더 폴리스 인 디 이스트> 프로그램에 쓰려고 앤 나이팅게일이 촬영한 영상들도 포함되었다.
1980년 5월, 영국 A&M은 자사를 통해 발매되었던 5개의 싱글("Fall Out"은 빠졌다)을 담은 <Six Pack>을 출시했는데 원래 싱글 커버들에 모노로 녹음된 다른 버전의 "The Bed's Too Big Without You"와 "Truth Hits Everybody"의 라이브 버전 등이 담겨있었고 영국 싱글 차트 17위에 올랐다.(십년쯤 이후 차트 규율에 따라 앨범으로 재분류되었다.)

### 1980–1981년: <Zenyatta Mondatta>

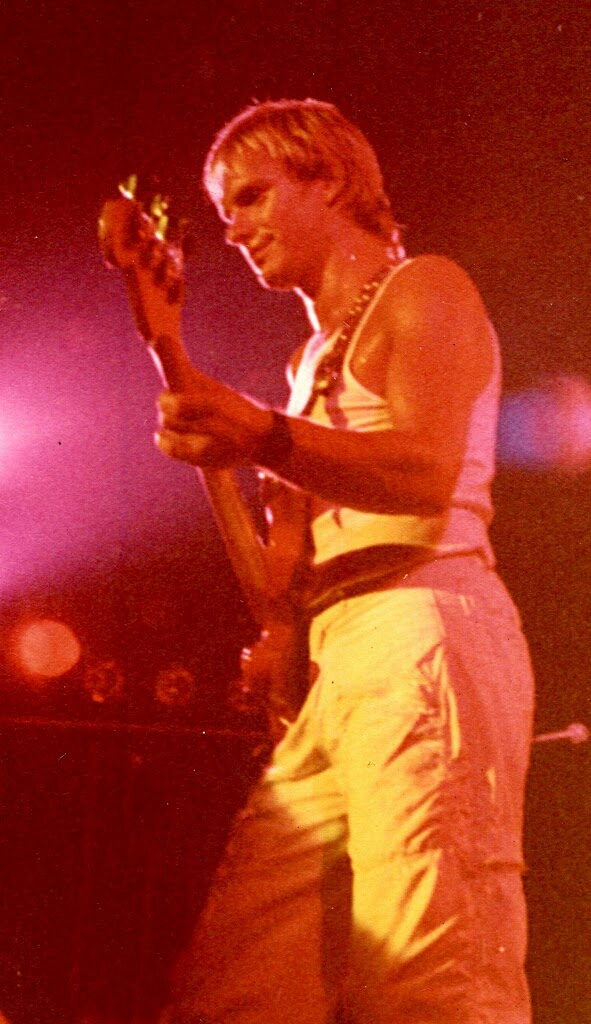
아르헨티나 부에노스 아이레스에서 공연하는 폴리스의 스팅 (1980년)

새로운 음반에 대한 레코드사의 압력으로 투어에서 돌아오자마자 폴리스는 지체없이 1980년 10월에 세 번째 앨범 <Zenyatta Mondatta>를 내놓았다. 이 앨범은 세금 문제로 네덜란드에서 2주 동안에 녹음했다. 이 앨범에서 나온 싱글 "Don't Stand So Close to Me"는 폴리스에게 세 번째 영국 1위를 안겨주었고 (이는 1980년 영국 베스트셀링 싱글이었다) 또 하나의 히트 싱글 "De Do Do Do, De Da Da Da"과 함께 미국 차트 10위에 올랐다.
세 명의 밴드 멤버와 공동 제작자 나이젤 그레이 모두는 전세계 투어를 떠나는 날 새벽 4시까지 작업을 했을 정도로 앨범 녹음을 서둘렀던 것을 후회했으나 그럼에도 이 앨범은 평론가들의 극찬을 받았다. 앤디 서머스가 작곡한 연주곡인 "Behind My Camel"은 그래미상 최고 록 연주곡을 수상했고 "Don't Stand So Close to Me"는 그래미상 최고 록 보컬 듀오/그룹상을 받았다.

### 1981-1982년: <Ghost in the Machine>과 영화 <이중침입>
폴리스의 네 번째 앨범 <Ghost in the Machine>은 휴 패즈햄(Hugh Padgham)과 공동제작으로 몬세라트의 카리브해 섬에 있는 에어 스튜디오에서 녹음 작업을 하여 1981년 발매되었다 ("Every Little Thing She Does Is Magic"만 캐나다 퀘벡의 모린 하이츠의 르 스튜디오에서 녹음했다). 더 색소폰과 보컬 레이어 등으로 더 두터워진 사운드를 담았고 히트 싱글로 "Every Little Thing She Does Is Magic"(피아노에 쟝 러셀 참여)는 네 번째로 영국 1위, 그리고 미국에서는 3위에 올랐고 그 외에 "Invisible Sun"과 "Spirits in the Material World"이 싱글로 발매되었다. 커버 사진에 대해 멤버들이 합의하지 못하면서 결국 검은 바탕에 세 명의 멤버들을 상징하는 빨간색 LED 스타일의 상형문자로 커버가 나오게 되었다. 1980년대에 스팅과 서머스는 세금을 피해 아일랜드로 이주했고 (스팅은 갤웨이의 라운드스톤으로, 서머스는 카운티 코르크의 킨세일로) 미국인인 코플랜드는 영국에 남았다. 스튜어트 코플랜드의 형제들인 이안과 마일스가 제작한 펑크의 태동을 담은 <악! 음악 전쟁>(1981)의 시작과 끝을 폴리스가 장식했으며 이 영화는 당시에는 제한적으로 상영되었으나 이후 컬트 영화로의 신화적 명성을 얻게 된다.
1982년 런던에서 열린 브릿 어워드에서 폴리스는 최우수 영국 그룹상을 수상하였고 같은 해 고스트 인 더 머신 투어를 마치고 멤버들은 휴식을 가지며 각자의 프로젝트를 추구했다. 이 즈음 스팅은 스타의 반열에 올라 있었고 폴리스를 넘어서서 연기에까지 그 영역을 넓히고 있었다. 1979년 그는 더 후(The Who)의 록오페라를 각색한 <콰드로피니아>라는 영화에 "에이스 페이스"라는 역으로 데뷔하며 나름 호평을 받은 바 있었는데 1982년에는 리처드 론크레인 감독의 영화 <이중침입>에 공동 주연을 맡게 되었다. 또한 솔로로 제작한 이 영화의 주제가로 1929년의 히트곡을 리메이크한 "Spread a Little Happiness"로 영국에서 어느 정도 성공을 거두었다. 이 곡은 폴리스의 새로운 곡 "How Stupid Mister Bates", "A Kind of Loving", "I Burn for You"와 함께 <이중침입> 사운드트랙 앨범에 들어 있다. 한편 서머스는 1981년에서 82년까지 그의 첫 앨범 «I Advance Masked»를 로버트 프립(Robert Fripp)과 함께 만들었다.
스튜어트 코플랜드는 1983년 프란시스 포드 코폴라 감독의 영화 <럼블 피쉬>의 음악을 작업하였고 월 오브 부두 밴드의 싱어송라이터인 스탄 리즈웨이(Stan Ridgway)와 함께 작업한 주제가 "Don't Box Me In"은 영화가 개봉되면서 그 해 꽤 많은 전파를 탔다. 1983년 스팅은 처음으로 예산이 꽤 들어간 데이빗 린치 감독의 영화 <듄>에 페이드-라우사 역으로 출연하게 되었다. 스팅의 인기가 오르면서 스튜어트 코플랜드와의 관계는 나빠지기 시작했고 거기에 세계적인 이목의 집중, 명성, 자존심의 충돌, 재정적 성공 등이 더해지면서 파트너로서의 관계는 점차 악화되었다. 한편 스팅과 서머스의 결혼생활도 파탄을 맞게 된다.

### 1983년: <Synchronicity> 그리고 "세계 최고의 밴드"
"MTV는 해외 유입 음악들의 통로 역할을 했고 이에 대한 감사의 표시로 슈퍼스타급들인 피트 타운센드나 폴리스는 "나는 MTV를 원한다"는 표어와 함께 이제는 거의 가정의 필수품이 된 MTV의 광고에 출연했다"

1983년 폴리스는 그들의 마지막 스튜디오 앨범인 <Synchronicity>를 발매했고 여기에는 히트 싱글들인 "Every Breath You Take", "Wrapped Around Your Finger", "King of Pain", "Synchronicity II"가 담겨 있었다. 이 즈음 몇몇 평론가들이 이들을 "세계 최고의 밴드"라고 부르기 시작했다. 하지만 이 앨범 작업은 밴드 내부에서 갈등을 더욱 고조시켰고 세 명의 멤버들은 각각 다른 방에서 다른 시간에 오버더빙 작업을 할 정도였다.
싱크로니시티 투어는 1983년 7월 미국 일리노이주의 시카고에 있는 코미스키 파크에서 시작되었고 8월 18일에는 7만명의 관중들과 함께 뉴욕의 셰이 스타디움에서 공연했다.스팅은 공연이 끝날 즈음 "우리에게 스타디움을 빌려준 비틀즈에게 감사한다"고 했다. 그 당시를 회상하며 코플랜드는 "셰아 스타디움의 공연은 대단했다. 나는 런던에 거주하는 미국인이지만 폴리스는 영국 밴드였고 그래서 마치 영국 밴드의 미국 정복과도 같은 느낌이었다"고 술회했다. 영국에서는 1983년 12월에 런던의 웸블리 아레나의 4일밤 매진 공연을 비롯하여 전역에 걸쳐 공연을 펼쳤고 1984년 3월 호주의 멜버른에서의 공연으로 막을 내렸다. 멜버른 쇼그라운드에서 열렸던 마지막 공연에는 서니 보이스, 오스트레일리안 크롤, 브라이언 아담스 등이 함께 출연했다. 스팅은 투어 내내 머리를 오렌지색으로 물들이고 (영화 듄의 역할 때문에) 뮤직 비디오와 앨범 커버에서 입었던 누더기 패션을 고수했다.
빌보드와 기네스의 영국 히트 싱글과 앨범에 의하면 <Synchronicity>는 미국과 영국 앨범 차트 1위를 기록했고 영국에서는 2주간, 미국에서는 17주간 그 자리를 유지했다. 그래미상 올해의 앨범에 후보로 올랐으나 마이클 잭슨의 <Thriller>에게 자리를 넘겨주었다. 한편 "Every Breath You Take"는 잭슨의 "Billie Jean"을 꺾고 그래미상 올해의 곡을 수상했다. "Every Breath You Take"은 또한 그래미상 최우수 팝 퍼포먼스(듀오 및 그룹)를, "Synchronicity II"는 그래미상 최우수 록 퍼포먼스(듀오 및 그룹)을 각각 수상했다. "Every Breath You Take"는 또한 아메리칸 비디오 어워드에서 최우수 그룹 비디오상을, 이보르 노벨로 어워드에서 최우수 음악 및 작사상, 또 영국 작곡가, 작가 아카데미에서 가장 많이 연주된 곡으로 뽑혔다.

### 1984–1986년: 6번째 스튜디오 앨범 중단
다큐멘터리 <셰이에서의 마지막 연주>에 따르면 1983년 셰이 스타디움에서의 공연 중 스팅은 이것이 "에버레스트" 정상이라고 느꼈고 이후 솔로로 활동하기로 결심한다. 싱크로니시티 투어가 3월에 끝나고 폴리스는 1985년 6월에 발매된, 재즈의 영향을 받은 스팅의 성공적 솔로 데뷔 앨범 <The Dream of the Blue Turtle>의 녹음과 투어로 인해 활동이 잠시 중단된다. 한편 코플랜드는 <The Rhythmatist>(1985) 영화와 녹음을, 서머스는 로버트 트립과의 두 번째 앨범 <Bewitched>(1984)와 영화 <2010>의 주제가를 만들었다 (하지만 사운드트랙 앨범에는 들어가지 않았다). 1985년 2월 11일 런던의 그로스베너 호텔에서 열렸던 브릿 어워드에서 폴리스는 음악에 탁월한 기여한 공로상을 받았다. 같은 해 7월 스팅과 코플랜드는 런던 웸블리 스타디움에서 열렸던 라이브 에이드에 함께 참여했다.

"그들에게는 매우 감정에 북받치는 순간이었다. 나는 분명 스팅의 눈에서 이제는 더 이상 폴리스와 함께 할 수 없을 것이라는 감정의 흐름을 보았다. 이 공연으로 폴리스는 마지막이었다."

1986년 6월, 폴리스 세 멤버는 국제 앰네스티에서 주최한 '희망의 음모론 투어'에서 함께 연주했다. 해체하기 전 마지막 공연은 같은 해 6월 15일 뉴저지의 자이언츠 스타이움에서였다. 마지막 곡은 "Invisible Sun"이었는데 보노가 출연하여 마지막 절을 불렀다. 곡이 끝나고 나서 폴리스는 U2에게 연주를 넘겨주었고 참여했던 모든 이들의 올스타 피날레로 "I Shall Be Released"를 공연했다. As the lead singer of U2 – who themselves would soon be regarded as the biggest band in the world – Bono stated, “It was a very big moment, like passing a torch.”
7월에는 새 앨범 녹음을 위해 스튜디오에 모였다. 하지만 코플랜드가 말을 타다 떨어져서 쇄골이 부러지는 바람에 드럼을 연주할 수 없게 되었다. 결국 긴장과 갈등 속의 재결합은 매우 짧았고 그 결과로 1986년 10월 "Don't Stand So Close to me '86'이 발매되었다. 이것은 폴리스의 마지막 싱글이 되었고 UK 톱 25에 올랐으며 이후 1986년 모음집인 <Every Breath You Take: The Singles>에 삽입되어 UK 앨범 차트 1위에 올랐다. "De Do Do Do De Da Da Da"의 재녹음 버전의 경우 1995년 발매된 <Every Breath You Take: The Classics> 앨범에 수록되었다.
새 앨범 녹음 시도가 좌절되면서 폴리스는 전격적으로 해체되었다. 박스세트인 <Message in a Box> 라이너 노트에서 서머스는 이에 대해 다음과 같이 쓰고 있다. "새 앨범 녹음은 애초부터 불운의 연속이었고 스튜디오에 들어가기 전날 스튜어트는 낙마하여 쇄골이 부러지는 부상을 입었다. 이로서 결국 함께 잼을 하면서 관계를 회복할 수 있는 마지막 기회마저 사라져 버린 것이다. 어쨋든 스팅은 폴리스를 위해 새로운 곡을 쓸 생각이 전혀 없었음이 분명했다. 이 모든 것이 공허한 시도였다."

### 1986-2006년: 해체

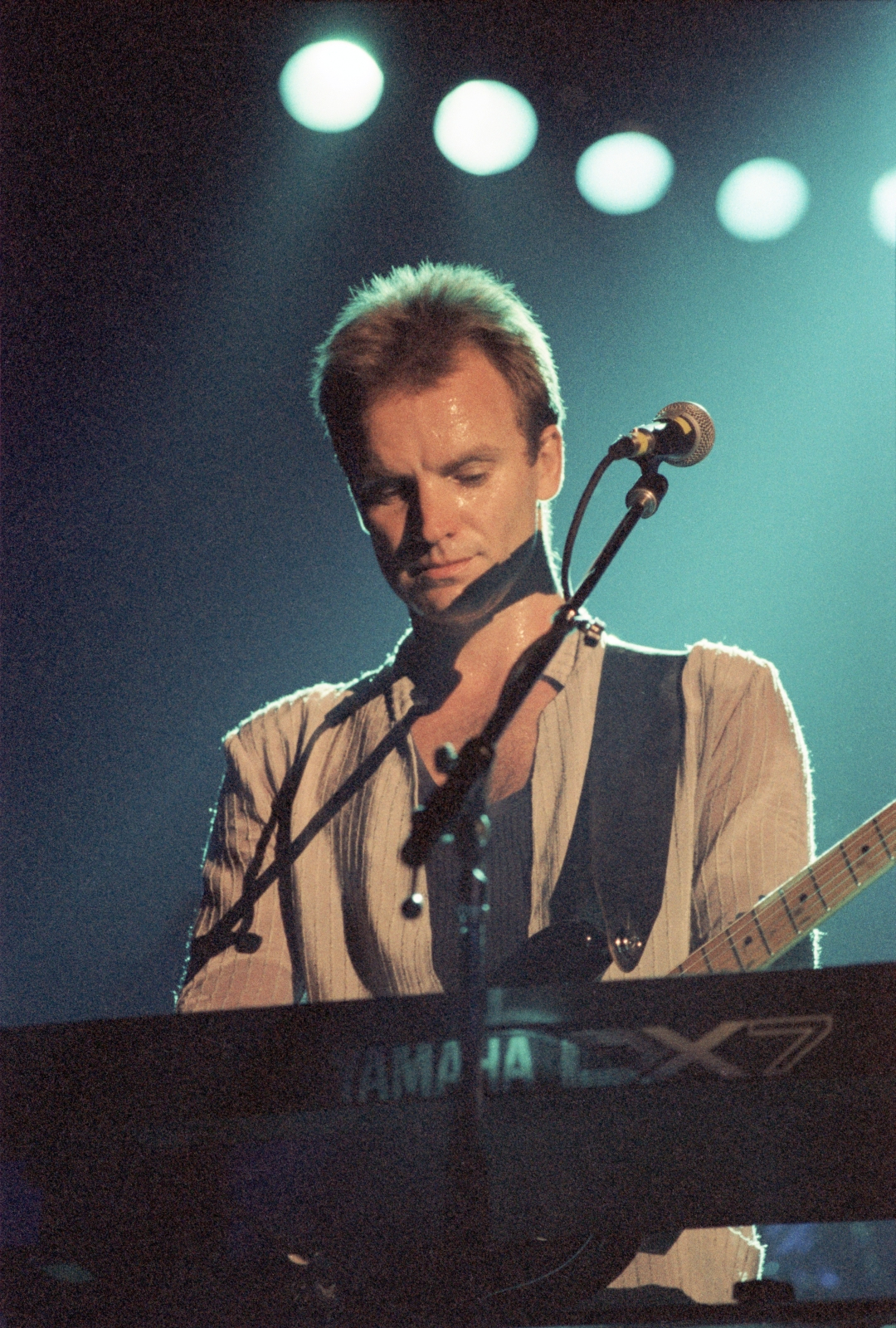
솔로로 공연 중인 스팅 (1986년 5월)

폴리스 멤버들은 이후 20년간 솔로로 활동한다. 스팅은 솔로로 계속 녹음과 공연을 펼치며 큰 성공을 거둔다. 서머스는 솔로나 콜라보로 여러 앨범들을 녹음했고 코플랜드는 영화와 TV 사운드트랙 제작자로 왕성한 활동을 펼치는 한편 애니멀 로직(Animal Logic)과 오이스터헤드(Oysterhead)라는 두 개의 밴드를 새로 조직하여 앨범을 내고 공연을 펼치기도 했다. 이 와중에 비록 짧게나마 서로 함께 했던 순간들도 있었다. 서머스는 스팅의 앨범 <Nothing Like the Sun>(1987)에서 기타를 연주해 주었고 이에 대한 보답으로 스팅은 서머스의 앨범 <Charming Snakes>(1989)에서는 베이스를, 이후 서머스의 델로니어스 몽크 헌정앨범인 <Green Chimneys>(1999)에 수록된 "Round Midnight"에서는 보컬로 참여했다. 1991년 10월 2일 스팅의 40세 생일에 서머스는 스팅의 'The Soul Cages' 투어 중 할리웃볼에서 열린 공연에 출연하여 "Walking on the Moon", "Every Breath You Take", "Message in a Bottle"을 함께 연주했다. 이 공연은 페이퍼뷰로 방영되었다.
1992년 8월 22일, 스팅은 영국 남서부의 윌트샤이어에 있는 11세기 채플에서 트루디 스타일러와 결혼식을 올렸다. 서머스와 코플랜드는 결혼식과 피로연에 초청을 받았고 폴리스 멤버 전원이 다 모인 것을 본 결혼하객들의 강청에 못이겨 "Roxanne", "Message in a Bottle"을 함께 연주했다. 후에 코플랜드는 연주한지 3분 정도 지나지 다시금 왕년의 그 때로 돌아갔다고 회상했다. 1995년 A&M에서는 앤디 서머스 제작으로 <Live!>라는 더블 라이브 앨범을 발매했다. 이는 두 개의 공연 전체를 담은 것으로 1979년 11월 27일 보스톤의 오피움 극장에서 Reggatta de Blanc 투어 중에, 그리고 또 하나는 1983년 11월 2일 조지아 아틀란타의 옴니 극장에서 Syncronicity 투어 녹음 실황이다. 두 번째 공연 영상은 1984년에 VHS 테잎으로 촬영되기도 했다.
폴리스는 록앤롤 명예의 전당에 추대면서 2003년 3월 10일 "Roxanne", "Message in a Bottle", "Every Breath You Take"를 연주했다. 마지막 곡은 스티븐 타일러, 그웬 스테파니, 존 메이어와 함께 했다. 2003년 가을 스팅은 <Broken Music 망가진 음악>이라는 자서전을 냈다.
2004년 코플랜드와 서머스는 로스 엔젤스에서 열린 KROQ의 올모스트 어쿠스틱 크리스마스 콘서트에서 인큐버스(Incubus)와 함께 무대에 올라 "Roxanne"과 "Message in a Bottle"을 연주했다. 2004년에는 헨리 파도바니(Henry Padovani)의 앨범 중 한 곡에 코플랜드와 스팅이 함께 참여하여 1977년 이후 처음으로 폴리스 오리지널 라인업이 함께 하게 되었다. 롤링스톤지는 2004년 "세계 100대 음악인"에 폴리스를 70위에 선정했다.
2006년 스튜어트 코플랜드는 <모두의 시선: 폴리스의 모든 것 Everyone Stares: The Police Inside Out>이라는 1970년대 후반에서 1980년대 초반까지 수퍼-8으로 직접 촬영한 자료를 가지고 폴리스에 대한 다큐멘터리를 제작했다. 2006년 10월 앤디 서머스는 폴리스에 합류하던 초기 시절을 자세히 쓴 자서전 <다음편 기차 One Train Later>를 출판했다.

### 2007-2008년: 재결합 투어
1986년 해체 이후 20년이 넘은 2007년 초 폴리스 30주년을 맞아 재결합 투어가 있을 거란 이야기가 수면 위로 떠올랐다. 이 투어는 당시 A&M 레이블을 보유하고 있던 유니버설 뮤직에서 폴리스의 트랙들 중 얼마를 추려 재발매하려는 시점과 맞물려서 진행되었다. 인터스콥-게펜-A&M의 대변인이 폴리스를 대신하여 다음과 같은 글을 스팅의 공식 웹사이트에 개제하였다. "폴리스의 첫 싱글이 나온 이래 30주년이 다가오면서 이를 어떻게 기념할 것인가에 대한 의견들이 나누어지고 있다. 뭔가 특별한 일을 준비하고 있으며 현재까지는 폴리스 멤버들이 어느 정도 관여할 것인가는 아직 확정되지 않은 상태다."
2007년 1월 22일 펑크웨이브 잡지인 <사이드라인>은 폴리스가 그래미 시상식에서 "Roxanne"을 연주하며 재결합 무대를 가질 것이라는 기사를 냈으며 이어 대규모 전세계 투어를 벌일 예정이라고 했다. 이후 빌보드 매거진이 2006년 앤디 서머스가 <싱크로니시티> 이후 폴리스는 어떻게 될 것인가에 대한 답을 통해 이 소문을 확인하는 기사를 냈다. 서머스는 "논리적 접근은 아마도 스팅에게 솔로 음반을 내라고 하고 2-3년 후에 다시 모이는 것이 아니었을까 싶다. 나는 우리가 그렇게 할 수 있었으리라 생각한다. 물론 충분히 가능했을 것이다. 우리의 창의력은 말라버리지 않았었고 밴드를 계속 유지하는데 어려움은 없었을 것이고 아직도 활동하고 있었을 것이다. 하지만 그것이 우리의 운명이 아니었다. 운명은 우리를 다른 길로 인도했다. 개인적으로 나는 제대로 고별공연을 하지 못한 것이 아쉽다." 폴리스는 2007년 2월 11일 로스 엔젤리스 열린 49회 그래미 시상식 오프닝에서 "신사 숙녀 여러분, 폴리스입니다. 우리가 돌아왔습니다!"라며 "Roxanne"을 연주하며 문을 열었다. 폴리스가 해체한 이후 스팅은 코플랜드와 서머스와 재결합에 대해 오랫동안 단호한 반대의 입장을 분명히 해왔고 종종 "만약 내가 다시 폴리스 재결합을 한다면 나는 공식적인 정신병자다"라는 말을 해왔다. 하지만 2007년경 스팅의 심경에 변화가 생기게 된다. 재결합에 관한 질문을 받자 스팅은 "나는 방금 <Songs from the Labyrinth>라는 류트 앨범을 마쳤다. 그리고는 '자 이제는 무얼 해볼까, 뭘 해야 사람들이 깜짝 놀랄까?'라고 생각했다. 옛 친구들에게 연락하여 '한 번 다시 해볼까'라고 생각이 직감적으로 떠올랐다." 그러면서 스팅은 재결합에 대해 "일종의 힐링이라고 할 수 있다. 나는 늘 문제를 푸는 것이란 가치있는 일이라고 생각해 왔다"고 덧붙였다.

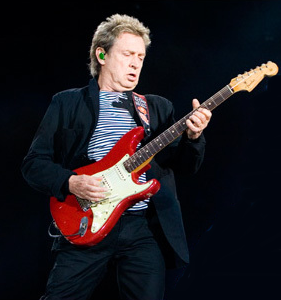
2008년 6월 마르세이유에서 폴리스와 함께 연주 중인 기타리스트 앤디 서머스

기타리스트 앤디 서머스는 2008년 6월 마르세유에서 폴리스와 함께 연주를 했다. 폴리스의 음반사인 A&M 레코드는 2007-8년의 재결합 투어를 "Roxanne" 싱글이 나온지 30주년이 된 기념 행사로 홍보했다. 폴리스 재결합 투어는 2007년 5월말 밴쿠버에서 2 번의 공연을 통해 시작되었다. 당시 스튜어트 코플랜드는 자신의 웹사이트에 공연에 대한 뼈아픈 리뷰를 남겼고 언론들은 이것을 두 개의 공연 중에 있었던 서로간의 불화에 대한 내용이라고 해석했다. 코플랜드는 후에 스팅의 평판에 먹칠을 했던 것에 대해 사과했고 문제의 코멘트에 대해 혹독한 자기 비판이었다고 해명했다.
9월 8일과 9일 양일에 걸쳐 런던 남서부의 트위큰햄 스타디움에서 공연 티켓은 30분 만에 매진되었다. 2007년 9월 29-30일 파리 공연에서는 헨리 파도바니가 마지막 앵콜곡에 출연하여 "Next to You"를 넷이서 연주했다. 2007년 10월 아일랜드 더블린에서의 공연은 재결합 투어 중 가장 큰 규모로 82,000명의 관중이 모였다. 투어는 2008년에도 이어져 뉴질랜드, 호주, 싱가폴, 마카오, 일본, 캐나다, 미국, 프랑스, 독일, 노르웨이, 덴마크, 영국, 세르비아, 폴란드, 푸에르토 리코, 칠레, 아르헨티나, 브라질에서도 공연이 펼쳐졌다.
이 밖에 메인 게스트로 출연한 공연들로 2008년 6월 7일 벨기에 워히터의 TW 클래식 페스티벌, 2008년 6월 15일 와이트섬 페스티벌 마지막 밤, 6월 23일 베니스의 하이네켄 잼 페스티벌과 6월 29일 런던의 하드록 콜링(전 하이드 파크 콜링) 등이 있다.

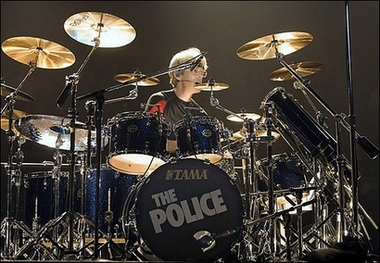
마르세이유에서 폴리스와 공연 중인 드러머 스튜어트 코플랜드

2008년 2월 폴리스는 투어가 끝나면 다시 해체할 것이라고 발표했었다. 스팅은 이에 대해 "새 앨범도 없을 것고 새로운 대규모 투어도 없을 것이다. 재결합 투어를 마치면 그걸로 폴리스도 끝이다"라고 했다. 투어의 마지막 공연은 2008년 8월 7일 뉴욕시의 매디슨 스퀘어 가든에서 열렸다. 첫 곡으로 뉴욕 메트로폴리탄 경찰의 브라스 밴드와 함께 "Message in a Bottle"를 연주했고 공연 후반에 그들의 앞서 있었던 삼인조 록 밴드들에 대한 헌정으로 크림(Cream)의 "Sunshine of Your Love"과 지미 헨드릭스 익스피리언스(Jimi Hendrix Experience)의 "Purple Haze"를 선보였다. 공연 소개를 하면서 이들은 블룸버그 뉴욕시장이 추진하고 있는 2017년까지 백만그루의 나무를 뉴욕시에 심겠다는 캠페인에 백만달러를 후원한다고 밝히기도 했다.
전체 투어를 통해 폴리스는 3백7십만장의 티켓을 팔아 3억5천8백만달러의 수익을 거두어 2008년도 최고의 수익을 올린 뮤지션이자 역사상 세 번째로 많은 수익을 올린 투어가 되었다. 2008년 11월 11일 폴리스는 아르헨티나 부에노스 아이레스에서 있었던 공연(2007년 12월 1일)을 담은 블루레이, DVD, CD세트를 <Certifiable: Live in Buenos Aires>라는 타이틀로 발매했다. 이 세트와 함께 담긴 2장의 DVD에는 코플랜드의 아들 조단이 만든 <Better Than Therapy> 다큐멘터리와 앤디 서머스가 부에노스 아이레스에서 찍은 사진집이 들어갔다.

## 음악적 유산

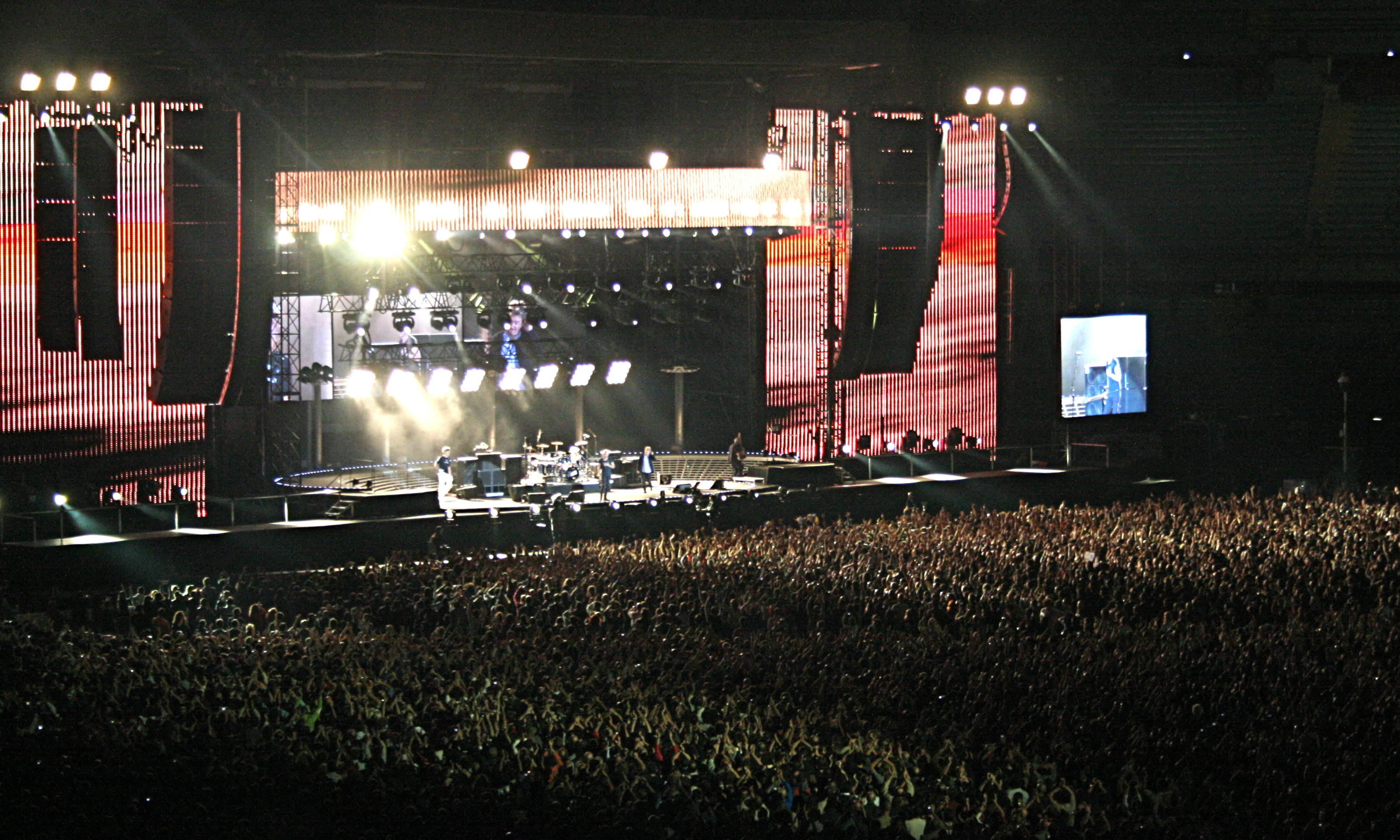
폴리스는 스터디움 록 밴드로 알려져 있다. 사진은 2007년 튜린의 스타디오 델레 알피에서의 공연

2003년 폴리스는 록앤롤 명예의 전당에 추대되었고 2004년 롤링스톤지는 '역대 위대한 아티스트 100' 중 폴리스는 70위에 선정했다. 2010년에는 VH1의 '역대 위대한 아티스트 100'의 40위에 들었다. 폴리스의 다섯 개 정규 스튜디오 앨범 중 네 개가 롤링스톤지의 '역대 위대한 앨범 500'에 들어갔는데 <Ghost in the Machine>은 #322에, <Reggatta de Blanc>는 #369에, <Outlandos d'Amour>는 #434에 <Synchronicity>는 #455를 차지했다. 롤링스톤지가 2004년 만든 '역대 위대한 노래 500' 리스트에는 "Every Breath You Take"가 84위로 (뉴웨이브 곡 중에 가장 높은 순위), "Roxanne"은 388위로 들어갔다. "Message in a Bottle"은 롤링스톤지의 2008년 '역대 위대한 기타곡 100'에 65위로 들어갔다. Q 매거진에서는 <Synchronicity>를 1980년대 영국 10대 앨범의 하나로, "Every Breath You Take"를 1980년대 10대 영국 곡으로 선정했다. 이 곡은 또한 2015년 ITV에서 영국 전역에 걸친 투표를 통해 80년대 영국 최고의 곡에 뽑히기도 했다. 2019년 5월 BMI(방송음악협회)에서는 "Every Breath You Take"이 가장 많이 방송된 곡이라고 발표하며 라이처스 브라더스의 "You've Lost That Lovin' Feelin'"을 뛰어넘었다고 했다.
폴리스의 곡들을 대부분 쓴 스팅은 2002년 작곡가 명예의 전당에 헌정되었다. 롤링스톤지에서
영국에서 줄줄이 넘버 원 앨범을 내면서 폴리스는 1980년대 초반 가장 상업적으로 성공한 영국 밴드 중 하나였다. 해외에서도 성공을 거두면서 폴리스는 2차 영국침공과 뉴웨이브 운동의 선봉장으로 여겨지고 있다. 대규모 공연(1983년 셰아 스타디움 등)을 펼쳐온 이들은 BBC/VH1의 2007년 시리즈 "록의 7가지 시대"에서 퀸, 레드 제플린, U2, 브루스 스프링스틴과 함께 스타디움 록 아티스트로 소개되었다. 세간에 잘 알려진 멤버들 간의 불화에도 불구하고 2015년 서머스는 스팅과 코플랜드가 여전히 좋은 친구 사이로 지내고 있음을 확인해 주었다. "우리가 서로 미워하고 있다는 세간의 소문들은 사실이 아니다. 우리는 서로 매우 지지하며 아끼는 사이다"라고 서머스는 말했다.

## 음악 스타일
펑크록 밴드로 시작한 폴리스는 곧 레게, 팝, 뉴웨이브의 요소들을 그들의 음악에 가미하면서 지평을 넓혔다. 올뮤직의 스테판 토마스 얼와인은 폴리스를 펑크록 밴드로 분류하는 것은 "매우 느슨하게 펑크를 규정할 때에만 가능"하다고 말하며 이들의 날카롭고 레게가 가미된 팝/록은 펑키하다고 할 수 있고 "펑크 스피릿"을 가지고 있기는 하지만 그렇다고 반드시 펑크라고 규정지을 수는 없다고 평했다. "파워 트리오" 폴리스는 뉴웨이브와 포스트-펑크 밴드로 알려져 있으며 많은 곡들은 레게 퓨전 장르에 속한다고 할 수 있다.

## 디스코그래피
- Outlandos d'Amour (1978)
- Reggatta de Blanc (1979)
- Zenyattà Mondatta (1980)
- Ghost in the Machine (1981)
- Synchronicity (1983)

## 같이 보기
- 가장 많은 음반을 판 음악가 목록